# Manfred Reyes Villa
Manfred Reyes Villa (ur. 12 kwietnia 1955 w La Paz) – boliwijski polityk, alkad miasta Cochabamba w latach 1993–2001, prefekt departamentu Cochabamba w latach 2006–2008. Kandydat w wyborach prezydenckich w 2002 oraz w 2009.

## Życiorys
Manfred Reyes Villa swoją karierę rozpoczynał w wojsku, w którym zdobył stopień kapitana. W tym czasie przeszedł kurs w School of the Americas w Stanach Zjednoczonych. W latach 90. XX w. założył partię polityczną Nowa Siła Republikańska (NFR, Nueva Fuerza Republicana). Od 1993 do 2001 zajmował stanowisko burmistrza Cochabamby. Jako burmistrz wprowadził szereg programów robót publicznych.
Reyes Villa wziął udział w wyborach prezydenckich 30 czerwca 2002. Na kilka miesięcy przed wyborami był faworytem wyścigu do prezydentury. Sondaże przedwyborcze z maja 2002 dawały mu 40% poparcie. W czasie kampanii obiecywał zerwanie z dotychczasowym establishmentem politycznym i wprowadzenie „pozytywnej zmiany” (un cambio positivo). W wyborach zajął jednak trzecie miejsce z wynikiem 20,9%, za Gonzalo Sánchezem de Lozadą (22,5%) oraz Evo Moralesem (20,9%), z którym przegrał różnicą zaledwie 721 głosów. Ponieważ żaden z kandydatów nie zdobył ponad 50% głosów, wyboru prezydenta musiał dokonać Kongres spośród dwóch kandydatów z największą liczbą głosów. 4 sierpnia 2002 Kongres na stanowisko nowego szefa państwa wybrał Sáncheza de Lozadę.
Od 2006 do 2008 zajmował urząd gubernatora departamentu Cochabamba. 12 sierpnia 2008 zrezygnował z urzędu, po tym jak przegrał referendum zatwierdzające go na tym stanowisku, przeprowadzone w ramach ogólnokrajowego referendum będącego wotum zaufania dla administracji prezydenta Moralesa oraz gubernatorów poszczególnych departamentów. W głosowaniu uzyskał 35% głosów poparcia, wobec wymaganych co najmniej 50% głosów.
W maju 2009 Manfred Reyes Villa zadeklarował swój udział w wyborach prezydenckich w Boliwii 6 grudnia 2009. Z wynikiem 26,46% zajął w nich drugie miejsce, przegrywając z urzędującym prezydentem Moralesem.